# Rivière Matawawaskweyau
La rivière Matawawaskweyau est un affluent de la rivière Pauschikushish Ewiwach, dans municipalité régionale de comté (MRC) de Eeyou Istchee Baie-James (municipalité), dans la région administrative du Nord-du-Québec, dans la province canadienne de Québec, au Canada. 
Le bassin versant de la rivière Matawawaskweyau est desservi par la route du Nord venant de Matagami passant à 1,3 km à l’Ouest de la source de la rivière Matawawaskweyau. La surface de la rivière est habituellement gelée du début novembre à la mi-mai, toutefois la circulation sécuritaire sur la glace se fait généralement de la mi-novembre à la mi-avril.

## Géographie
Les principaux bassins versants voisins de la rivière Matawawaskweyau sont :
- côté Nord : ruisseau Kapitastikweyach, lac Desorsons, rivière Kauskatitineu, rivière Utamikaneu ;
- côté Est : rivière Pauschikushish Ewiwach, ruisseau Kapisaukanew, lac Dana (Eeyou Istchee Baie-James), lac Evans ;
- côté Sud : ruisseau Kauskatistin, rivière Nottaway, lac Soscumica ;
- côté Ouest : lac Dusaux, rivière Nottaway, rivière Davoust.

La rivière Matawawaskweyau prend sa source à la confluence du ruisseau Kaochishewechuch (altitude : 302 m) situé à :
- 2,0 km au Nord-Ouest du sommet de la Colline Waseyapiskatinach Useyapiskau (altitude : 297 m) ;
- 32,5 km au Sud-Ouest du lac Evans ;
- 7,6 km au Sud-Ouest de l’embouchure de la rivière Matawawaskweyau ;
- 18,6 km au Sud-Ouest de l’embouchure de la rivière Pauschikushish Ewiwach ;
- 42,3 km au Sud-Est de l’embouchure du lac Dana (Eeyou Istchee Baie-James) ;
- 101,5 km au Nord du centre-ville de Matagami.

À partir de la confluence du ruisseau Kaochishewechuch, la « rivière Matawawaskweyau » coule sur 9,9 km selon les segments suivants : 
- 5,1 km vers l’Est généralement en zone de marais, jusqu’au ruisseau Kapitastikweyach (venant du Nord-Est) ;
- 4,8 km vers l’Est en traversant des zones de marais, jusqu’à son embouchure[2].

La « rivière Matawawaskweyau » se déverse sur la rive Nord de la rivière Pauschikushish Ewiwach. De là, le courant coule vers le Nord-Est et va se déverser sur la rive Sud du lac Dana (Eeyou Istchee Baie-James) lequel déverse dans une baie à l’Ouest du lac Evans.
L’embouchure de la rivière Matawawaskweyau est située à :
- 11,4 km au Sud-Ouest de l’embouchure de la rivière Matawawaskweyau ;
- 35,6 km au Sud-Ouest de l’embouchure du lac Dana (Eeyou Istchee Baie-James) ;
- 59,6 km au Sud-Ouest de l’embouchure du lac Evans
- 40,1 km au Nord du lac Soscumica ;
- 117,6 km au Sud-Est de l’embouchure de la rivière Broadback ;
- 103,6 km au Nord du centre-ville de Matagami.

## Toponymie
D’origine crie, le toponyme « rivière Matawawaskweyau » signifie : « la rivière où on trouve des rochers de plusieurs formes ».
Le toponyme « rivière Matawawaskweyau » a été officialisé le 7 avril 1983 à la Commission de toponymie du Québec